# Macedoniusz (prawosławny patriarcha Antiochii)
Macedoniusz – chalcedoński patriarcha Antiochii w latach 628–640.